# Papenhusen
Papenhusen – dzielnica gminy Stepenitztal w Niemczech, w kraju związkowym Meklemburgia-Pomorze Przednie, w powiecie Nordwestmecklenburg, w Związku Gmin Grevesmühlen-Land. Do 24 maja 2014 samodzielna gmina. Do 31 grudnia 2013 jako gmina wchodziła w skład Związku Gmin Schönberger Land.